# Jikke Ozinga
Jitske (Jikke) Ozinga (Hommerts, 20 maart 1906 – Sneek, 4 augustus 1996), bijgenaamd "Moeke Jikke", genoot jarenlang bekendheid als de oudste hotelhoudster van Nederland. Vanaf 1930 tot aan haar dood zwaaide zij de scepter over de oude stadsherberg, Hotel Ozinga, aan de Lemmerweg te Sneek. Daarnaast was zij bekend als schrijfster van gedichten en maatschappijkritische stukjes. Deze laatste werden veelal ook in dichtvorm naar de plaatselijke krant gestuurd.
Ook nam ze in 1931 deel aan de elfstedentocht op de fiets.
Vanwege haar markante persoonlijkheid werd zij ook wel de "Koningin van Sneek" genoemd. In 1980 ontving zij een koninklijke onderscheiding voor haar unieke gasthouderschap en haar verzetsactiviteiten tijdens de Duitse bezettingstijd van 1940 tot 1945.